# Raiffeisenbank Ems-Vechte
Die Raiffeisenbank Ems-Vechte eG ist eine Genossenschaftsbank mit Sitz in der niedersächsischen Gemeinde Klein Berßen im Landkreis Emsland.

## Geschichte
Die heutige Raiffeisenbank Ems-Vechte eG wurde am 13. August 1899 als Genossenschaftsbank in Klein Berßen gegründet. Die damalige Raiffeisenbank Berßen eG fusionierte zuletzt 1998 mit der Raiffeisenbank Spahnharrenstätte-Werpeloh eG mit dem Sitz in Spahnharrenstätte zur Raiffeisenbank Emsland-Mitte eG. 
Die Raiffeisenbank Berßen-Stavern eG fusioniert im Jahr 1987 mit der Raiffeisenbank Lahn eG mit dem Sitz in Lahn zur Raiffeisenbank Berßen-Stavern-Lahn eG. Durch Umfirmierung wurde daraus später die Raiffeisenbank Berßen eG. Die Raiffeisenbank Spahnharrenstätte eG fusionierte im Jahr 1985 mit der Raiffeisenbank Werpeloh eG mit dem Sitz in Werpeloh zur Raiffeisenbank Spahnharrenstätte-Werpeloh eG.
Im Jahr 1980 fand zuvor die Fusion der Raiffeisenbank Klein-Berßen eG mit der Raiffeisenkasse Stavern eG mit dem Sitz in Stavern zur Raiffeisenbank Berßen-Starvern eG statt.
Neben den Fusionen mit Genossenschaftsbanken fusionierte die Raiffeisenbank Ems-Vechte eG in der Vergangenheit mehrfach mit diversen Raiffeisen-Warengenossenschaften. Im Jahr 2019 firmierte die Raiffeisenbank Emsland-Mitte eG zu ihrem heutigen Namen um.

## Rechtsverhältnisse
Die Raiffeisenbank Ems-Vechte eG ist im Genossenschaftsregister beim Amtsgericht Osnabrück unter GnR 120007 eingetragen.

## Organisationsstruktur
Rechtsgrundlagen sind das Genossenschaftsgesetz und die durch die Generalversammlung beschlossene Satzung. Organe der Bank sind der Vorstand, der Aufsichtsrat und die Generalversammlung.

## Sicherungseinrichtung
Die Raiffeisenbank Ems-Vechte eG ist der amtlich anerkannten Sicherungseinrichtung des Bundesverbandes der Deutschen Volksbanken und Raiffeisenbanken GmbH und der zusätzlichen freiwilligen Sicherungseinrichtung des Bundesverbandes der Deutschen Volksbanken und Raiffeisenbanken e.V. angeschlossen.

## Geschäftsausrichtung
Die Raiffeisenbank Ems-Vechte eG betreibt das Universalbankgeschäft. Im Verbundgeschäft arbeitet sie mit der DZ Bank, R+V Versicherung, Bausparkasse Schwäbisch Hall, Teambank, VR Leasing, DZ Hyp und der Union Investment zusammen.

## Geschäftsgebiet
Das Geschäftsgebiet liegt im Zentrum des Landkreises Emsland.
An diesen Orten betreibt die Bank Filialen:
- Klein Berßen (Hauptstelle, jur. Sitz)
- Lahn (Geschäftsstelle)
- Sögel (Geschäftsstelle)
- Spahnharrenstätte (Geschäftsstelle)
- Stavern (Geschäftsstelle)
- Werpeloh (Geschäftsstelle)

Daneben werden über die Tochtergesellschaft Raiffeisen Ems-Vechte diverse Raiffeisenmärkte, Tankstellen, Kraftfuttermittelwerke und Warenstandorte betrieben.